# 阿尔文·尼古拉斯
阿尔文·尼古拉斯 (Alwin Nikolais，1910 年11月25日 - 1993年5月8日) 是一位美国编舞家、舞蹈家、作曲家、音乐家和教师。 阿尔文·尼古拉斯生于紹辛頓 。他曾在本宁顿学院學習，瑪莎·葛蘭姆是他的老師。1987年，尼古拉斯獲得国家艺术奖章和肯尼迪中心荣誉奖。 他最終因癌症去世。